# NGC 7826
NGC 7826 este o galaxie situată în constelația Balena. A fost descoperită în 9 decembrie 1784 de către William Herschel.